# Leptodactylodon blanci
Espèce
Statut de conservation UICN

 EN  : En danger
Leptodactylodon blanci est une espèce d'amphibiens de la famille des Arthroleptidae.

## Répartition
Cette espèce est endémique du Gabon. Elle se rencontre dans le parc national de Lopé.

## Étymologie
Cette espèce est nommée en l'honneur de Charles Pierre Blanc (1933-).

## Publication originale
- Ohler, 1999 : Une nouvelle espèce du genre Leptodactylodon (Arthroleptidae, Astylosterninae) du Gabon. Alytes, vol. 17, p. 73-80.